# Mesochorus quercus
Mesochorus quercus là một loài tò vò trong họ Ichneumonidae.